# OCT Group
OCT Group (auch Overseas Chinese Town Enterprises Co.) ist ein Freizeitpark-Betreiber aus China, der 1985 gegründet wurde und seinen Hauptsitz in Shenzhen hat.
Die Gruppe zählt zusammen mit dem ebenfalls aus China stammenden Freizeitpark-Betreiber, der Fantawild Holdings Inc. zu den bedeutendsten Freizeitpark-Betreibern in China derzeit. Bei der OCT Group und den dazugehörenden Firmen handelt es sich jedoch nicht, im Vergleich zu den anderen Freizeitpark-Betreibern, um private Unternehmen, sondern um eine staatliche Unternehmensgruppe.
Die OCT Group ist mit derzeit zwölf betriebenen Freizeitparks und über 42,8 Millionen Besuchern im Jahr 2017 der viertgrößte Freizeit- und Themenpark-Betreiber weltweit.

## Liste der Parks
| Name                           | Ort       | Provinz   | Land     | Eröffnung |
| ------------------------------ | --------- | --------- | -------- | --------- |
| Colorful World                 | Changsha  | Hunan     | VR China | 1997      |
| Happy Valley (Beijing)         | Chaoyang  | Beijing   | VR China | 2006      |
| Happy Valley (Chengdu)         | Chengdu   | Sichuan   | VR China | 2009      |
| Happy Valley (Chongqing)       | Yubei     | Chongqing | VR China | 2017      |
| Happy Valley (Nanjing) *       | Nanjing   | Jiangsu   | VR China | 2019      |
| Happy Valley (Shanghai)        | Songjiang | Shanghai  | VR China | 2009      |
| Happy Valley (Shenzhen)        | Shenzhen  | Guangdong | VR China | 1998      |
| Happy Valley (Shunde) *        | Shunde    | Guangdong | VR China | 2020      |
| Happy Valley (Tianjin)         | Dongli    | Tianjin   | VR China | 2013      |
| Happy Valley (Wuhan)           | Wuhan     | Hubei     | VR China | 2012      |
| OCT East Resort                | Yantian   | Guangdong | VR China | 2007      |
| Splendid China Folk Village    | Nanshan   | Guangdong | VR China | 1988      |
| Visionland                     | Yufeng    | Guangxi   | VR China | 2017      |
| Window of the World (Changsha) | Changsha  | Hunan     | VR China | 1997      |
| Window of the World (Shenzhen) | Shenzhen  | Guangdong | VR China | 1993      |
| Ankapark*                      | Ankara    |           | Türkei   | 2019      |